# Frits Lugt
Frits Lugt (Amsterdam, 4 mai 1884 - Boulogne-Billancourt, 15 juillet 1970), est un collectionneur et historien de l'art autodidacte, fondateur de l’Institut néerlandais et de la Fondation Custodia à Paris. Il a notamment publié des catalogues de collections françaises de dessins des écoles du Nord. Dans le domaine de l’histoire des collections, ses ouvrages Les Marques de collections de dessins et d’estampes et Le Répertoire des catalogues de ventes font figure d’outils de référence.

## Biographie

### Débuts
Lugt s’intéresse très jeune à l’art. Il fréquente assidûment le Rijksmuseum Amsterdam, notamment le Rijksprentenkabinet (cabinet des estampes), et montre un intérêt particulier pour Rembrandt, dont il rédige à 16 ans une biographie. Anton Mensing, directeur de la maison de vente Frederik Muller, remarque ce manuscrit et propose d’embaucher le jeune amateur. Dès 1901, Frits Lugt, écourtant sa scolarité, débute ainsi sa carrière dans le marché de l’art. Avant sa prise de fonction, il part pour un voyage de plusieurs mois en Europe au cours duquel il s’introduit dans des collections londoniennes, écossaises et allemandes et commence réellement à s’exercer l’œil. Il demeure ensuite jusqu’en 1915 employé puis associé chez Frederik Muller où il est notamment chargé de la rédaction des catalogues de ventes. C’est aussi l’occasion pour lui de se forger un solide réseau de connaissances dans les cercles des collectionneurs et des marchands d'art.

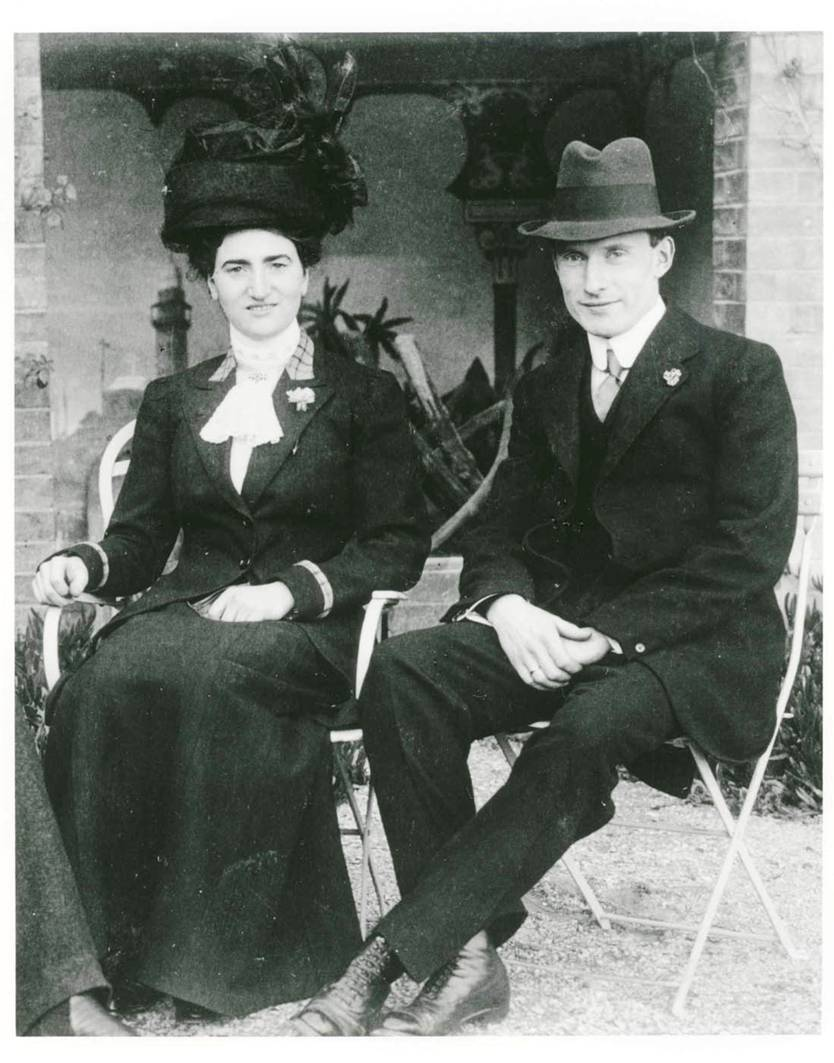
Frits Lugt et Jacoba Klever

En 1910, Frits Lugt épouse Jacoba Klever (1888-1969). Fille de l’un des fondateurs de la Steenkolen-Handelsvereniging, elle hérite en 1935 d’une grande fortune. L’indépendance financière du couple permet alors à Frits et Jacoba d’accroître leur propre collection d’art.
Après avoir quitté Frederik Muller, Frits Lugt poursuit une activité de marchand d’art à son compte auprès de quelques riches collectionneurs. Surtout, il se consacre au développement de sa collection, ainsi qu’à ses recherches et publications.

### Les Marques de collections de dessins et d'estampes
Son premier ouvrage de référence pour l’histoire des collections paraît en 1921 sous le titre Les Marques de collections de dessins et d’estampes. Répertoire des marques (estampées ou écrites) que les collectionneurs apposent sur leurs feuilles, l’ouvrage compile une masse d’information sur les collections, les ventes et les publications ainsi que de courtes biographies des collectionneurs de dessins et d’estampes. Ce premier tome contribue grandement à faire connaître Lugt dans le monde de l’histoire de l’art. En 1956, il en publie un supplément et continue  de collecter les informations et de réfléchir au moyen de mettre à jour ses publications. Aujourd’hui et depuis 2010, l’ouvrage poursuit son enrichissement sous la forme d’une base de données accessible en ligne.

### Inventaire des dessins des écoles du Nord de collections parisiennes
La bonne réception des Marques de collections attire à Frits Lugt du travail. On lui propose en effet dès 1922 d’établir le catalogue de tous les dessins des écoles flamande et hollandaise conservés dans les collections publiques parisiennes. Il y travaille avec un assistant, Lucien Huteau, qui l’avait aussi accompagné pour le projet des marques de collections. En 1902 une importante collection, celle des frères Dutuit, était arrivé en legs au Musée des beaux-arts de la ville de Paris (Petit Palais). Il revient à Frits Lugt d’en dresser l’inventaire des dessins des écoles du nord (1927). Le catalogue du Cabinet des dessins du Louvre (actuel Département des arts graphiques du musée du Louvre) paraît en plusieurs tomes entre 1929 et 1949. En 1936, il publie aussi l’Inventaire général des écoles du nord des estampes de la Bibliothèque nationale de France. Au cours de ce long projet, Lugt voyage dans toute l’Europe et visite collections privées et publiques afin d’affermir sa connaissance des œuvres dessinées des artistes flamands et hollandais. Il étudie enfin la collection de l’École nationale supérieure des beaux-arts et en publie le catalogue en 1950.

### Le Répertoire des catalogues de ventes publiques intéressant l'art ou la curiosité
À partir de 1926, Frits Lugt, accompagné de quelques assistants, s’attèle à un autre projet : établir un ouvrage de référence répertoriant tous les catalogues de ventes déjà publiés dans le domaine des beaux-arts. Les collections des bibliothèques parisiennes, celle du Rijksbureau voor Kunsthistorische Documentatie, à qui il a donné sa propre collection de catalogues de ventes (environ 22 000), et de nombreuses autres bibliothèques dans différents pays constituent la source du travail de compilation de Lugt et ses assistants. Le premier tome sort en 1938. Chaque catalogue décrit reçoit un numéro, qui fait toujours référence aujourd’hui sous le nom de « Lugt number » ou « Lugt Rép. ». Pendant la guerre, Lugt profite d’un long séjour aux États-Unis pour consulter les bibliothèques américaines et documenter les prochains tomes. Il parvient à en éditer trois, couvrant la période 1600-1900. Quatre volumes furent finalement publiés, le dernier bien après la mort de Frits Lugt, en 1987, sous les auspices de la Fondation Custodia, du Rijksbureau voor Kunsthistorische Documentatie et du J. Paul Getty Museum. Il respecte la langue et la typographie des premiers volumes et décrit la période 1900-1925. Le répertoire est désormais enrichi et accessible sous la forme d’une base de données.

### La Collection Frits Lugt
Au début de sa carrière, Lugt n’a pas de fortune personnelle pour acquérir des œuvres onéreuses. Il se concentre principalement sur les dessins et estampes, encore souvent peu chers à cette époque, achète parfois par lots, échange et revend selon son goût. À la fin de sa vie, il possède 4000 dessins et 15 000 estampes. La plus grande partie de la collection est constituée d’œuvres flamandes et hollandaises – il détient notamment la plus importante collection particulière de dessins de Rembrandt et toutes ses gravures – mais elle s’étend aussi aux écoles italienne, française et allemande. Il achète également des miniatures indiennes, suivant l’attrait de Rembrandt lui-même pour ces œuvres, qui lui servaient de source d’inspiration. Les tableaux sont moins nombreux mais sont choisis parmi les plus beaux exemples de la peinture hollandaise. Par ailleurs, Lugt montre un vif intérêt pour les lettres et manuscrits d’artistes. Ses premiers achats dans le domaine sont deux lettres de Rembrandt en 1918. Les portraits miniatures et les livres anciens, enfin, occupent aussi une place de choix dans ses acquisitions. De retour des États-Unis, Frits Lugt et Jacoba Klever-Lugt cherchent une solution pour assurer la pérennité de leur collection.

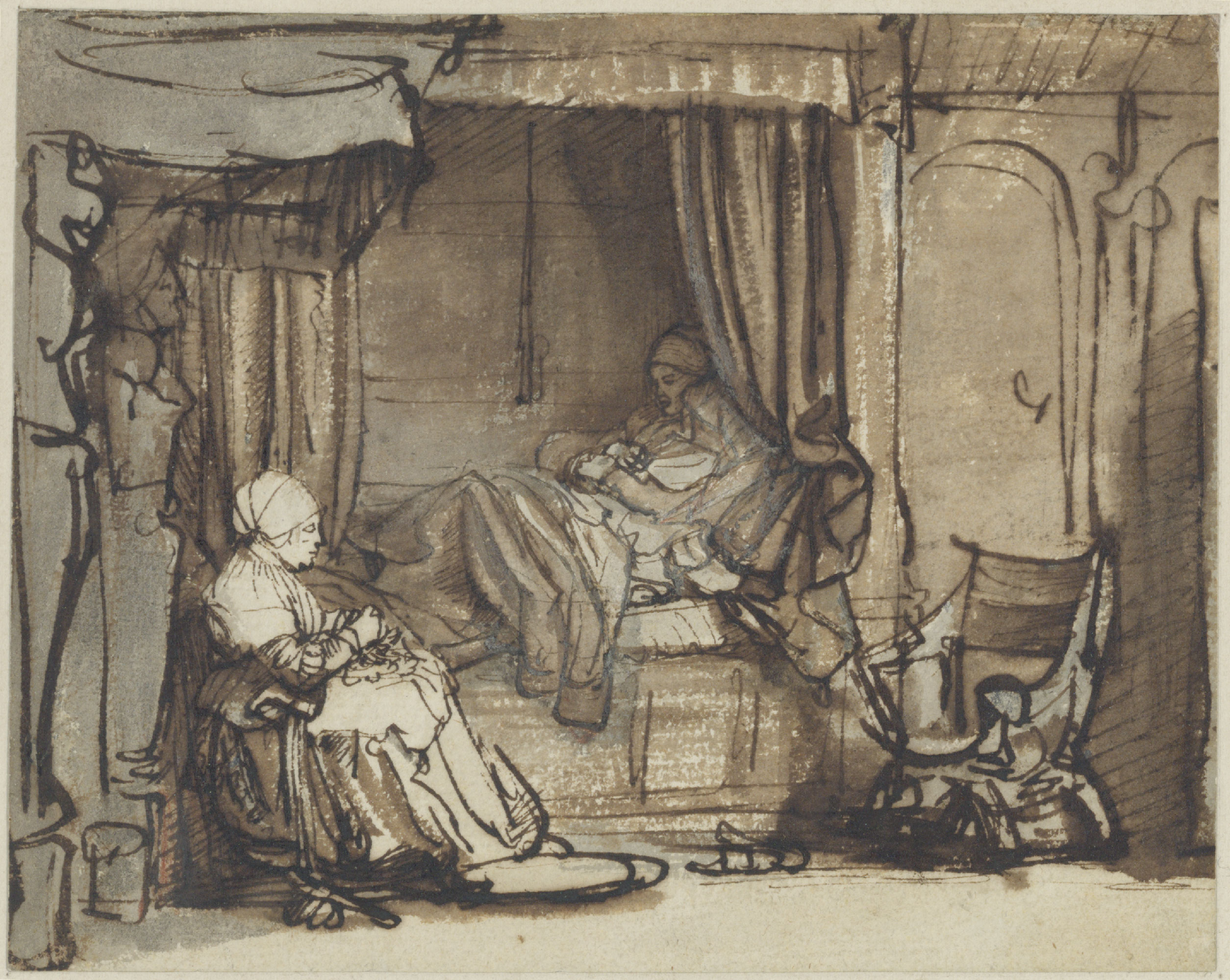
Rembrandt, Intérieur avec Saskia alitée, dessin, 142 × 177 mm, vers 1640. Acquis en 1919.
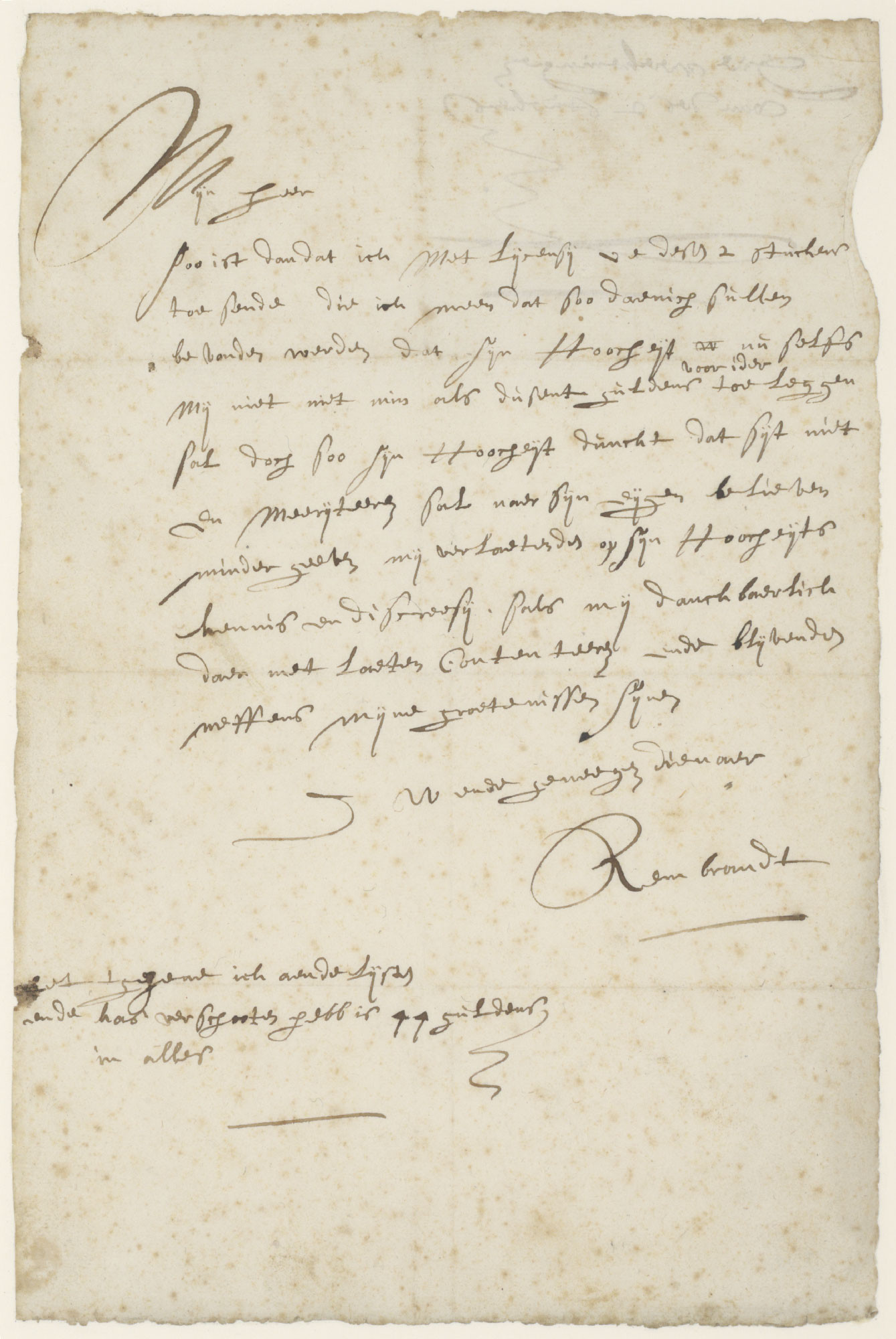
Rembrandt, lettre à Contantijn Huygens, Amsterdam, janvier 1639. Acquise en 1918.
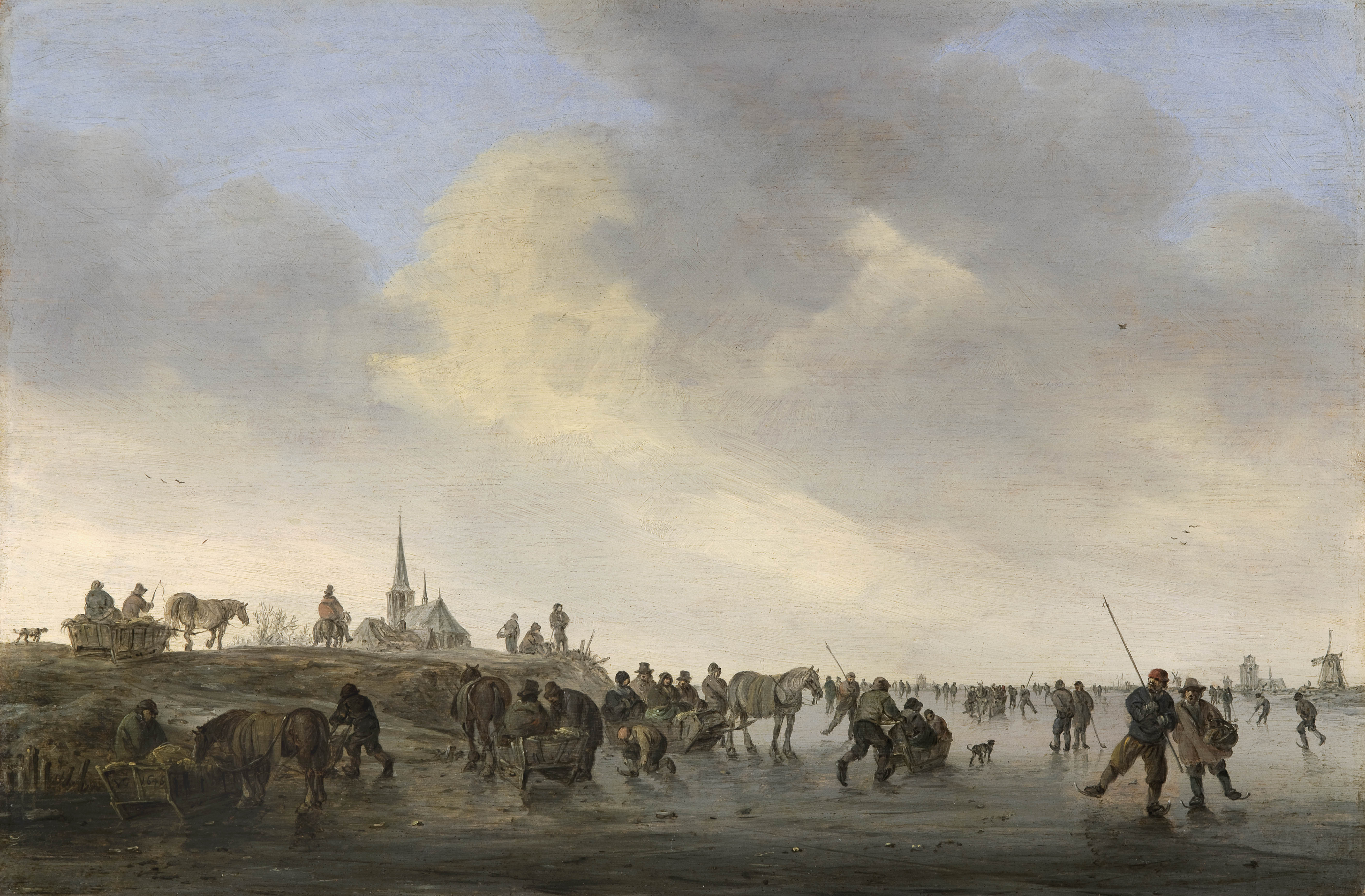
Jan van Goyen, Patineurs sur le Merwede près de Dordrecht, panneau, 392 x 585 mm, 1646. Acquis en 1919.
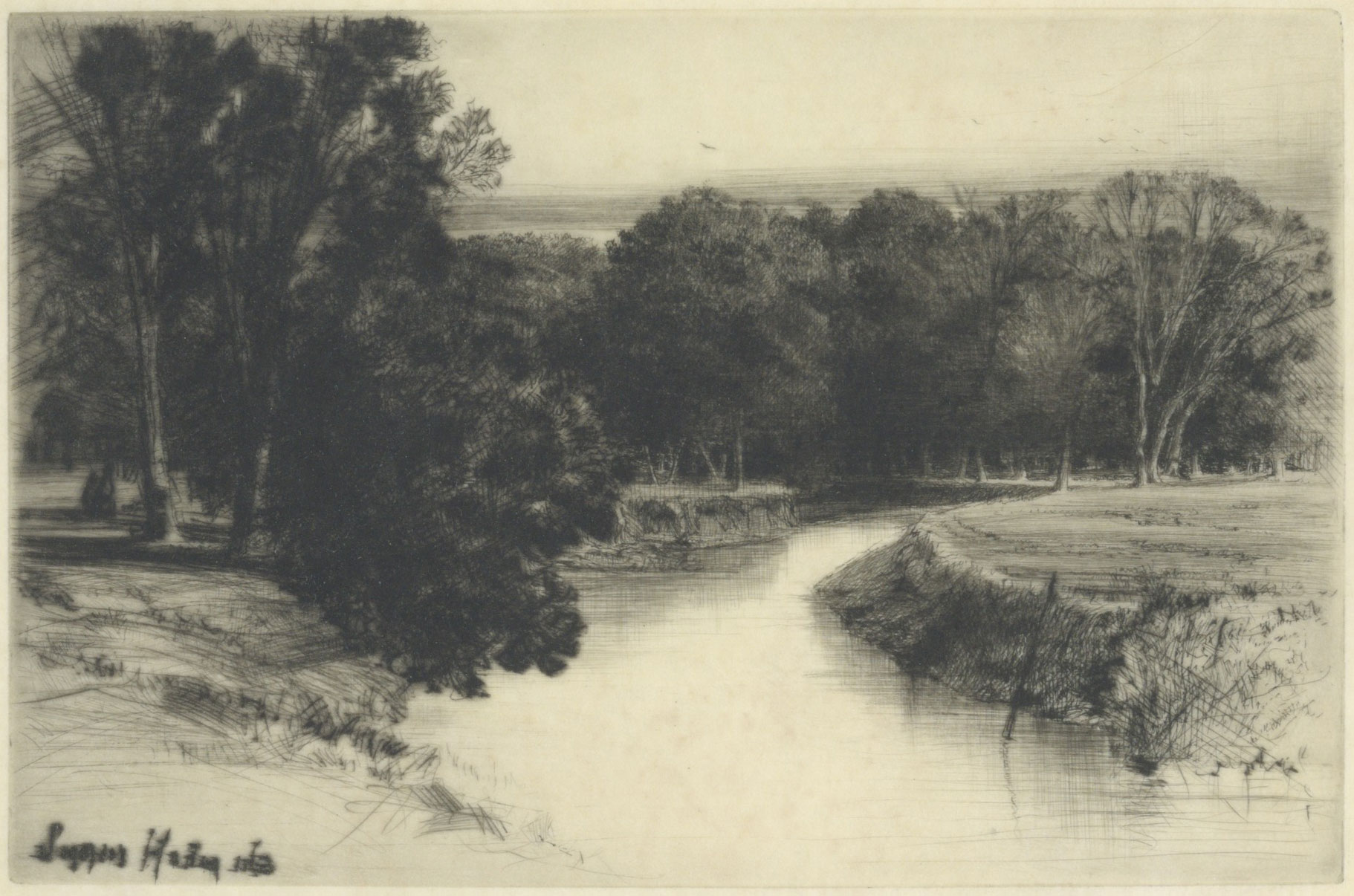
Francis Seymour Haden, Un soleil couchant en Irlande, eau-forte et pointe sèche, 138 × 215 mm, 1863. Acquis en 1963.
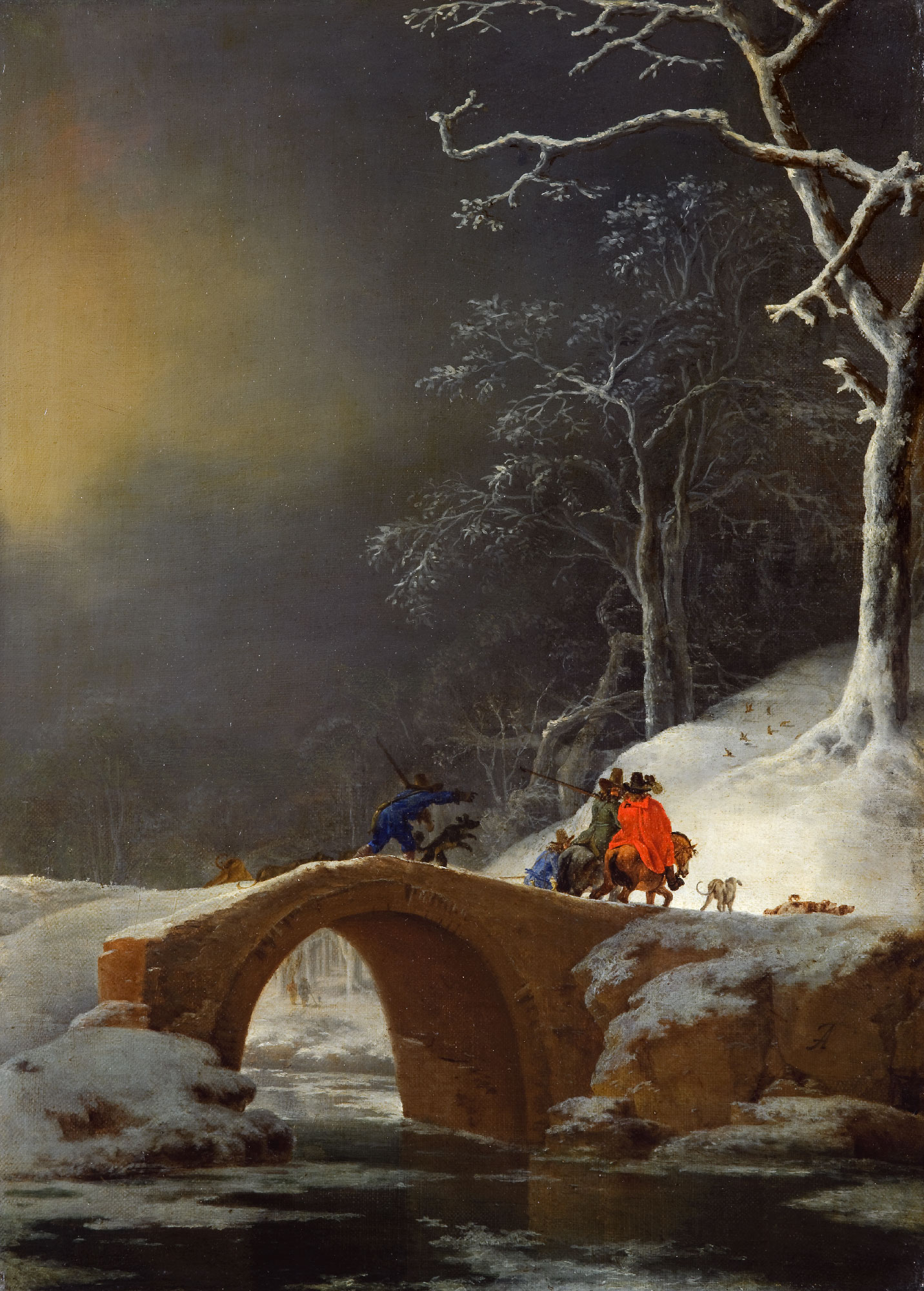
Jan Asselijn, Paysage avec des chasseurs sur un pont, toile contrecollée sur bois, 497 × 358 mm, vers 1647. Acquise en 1953.

### La Fondation Custodia et l'Institut néerlandais
Le couple crée en 1947 la Fondation Custodia pour gérer sa collection et lui donne pour mission de servir l'histoire de l'art. En 1957, Frits et Jacoba fondent aussi l’Institut néerlandais à Paris, en collaboration avec le gouvernement néerlandais. Ils achètent un ensemble de deux immeubles au 121 rue de Lille pour héberger les deux institutions.
L’Institut est pensé comme un centre culturel vivant, organisant des expositions d’art et des activités promouvant la culture néerlandaise. Ce dernier ferme ses portes en 2013 dans un contexte polémique, mais laisse place l'année suivante au Nouveau centre néerlandais, qui poursuit l'offre de cours de langues et d'examens de niveaux de l'Institut néerlandais, ainsi que certaines autres activités culturelles. 

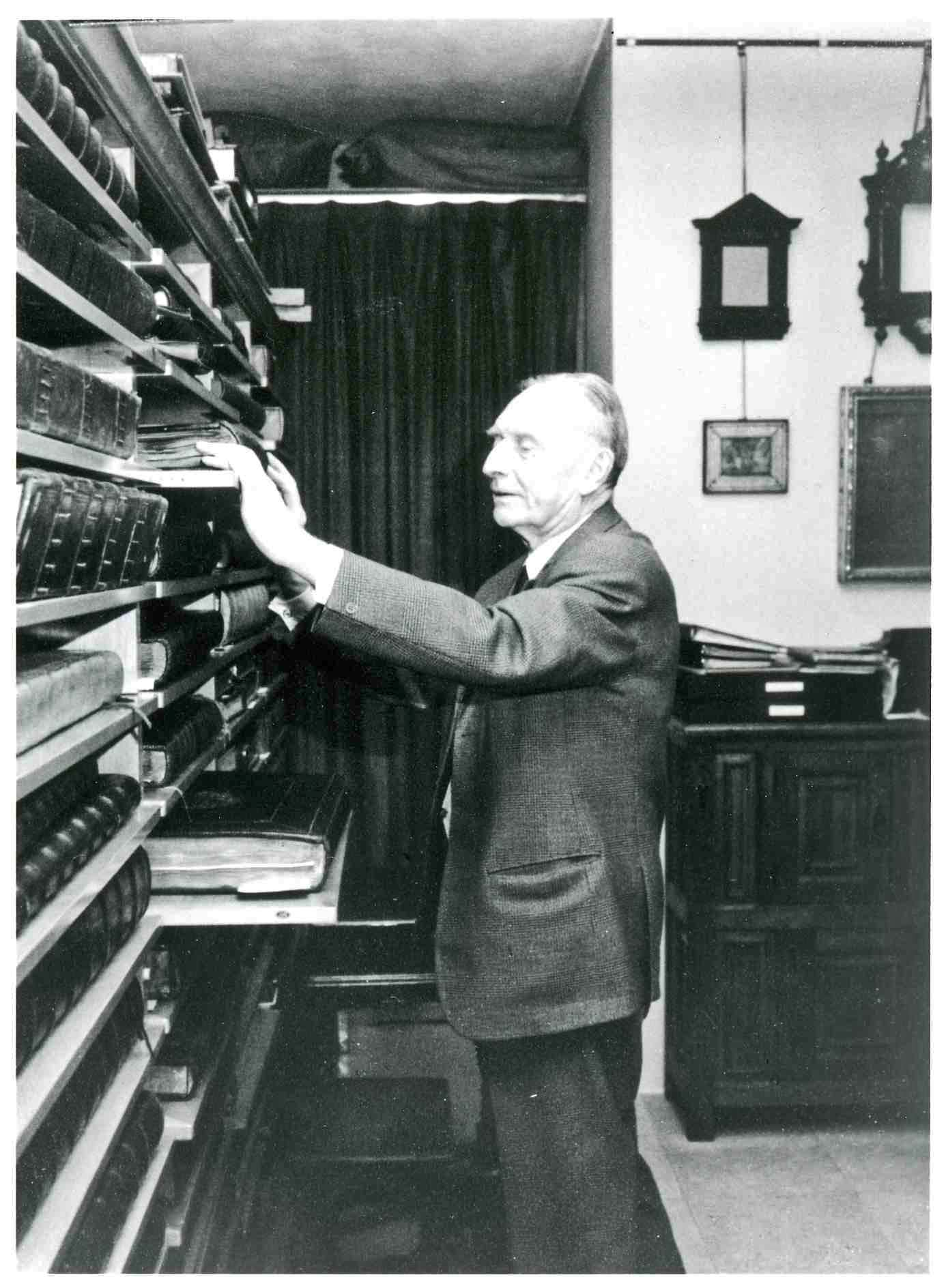
Frits Lugt dans la réserve de la Fondation Custodia

La Fondation Custodia continue de conserver, d’enrichir et de mettre à la disposition du public la collection Frits Lugt et sa bibliothèque.

### Les dernières années et la mort
Frits Lugt et Jacoba Klever ont eu cinq enfants. La création de la Fondation Custodia leur permet d’éviter la dispersion de leur collection après leur mort. Avec Carlos van Hasselt, conservateur responsable de la collection, Lugt organise des expositions et fait de nouvelles acquisitions jusqu’à la fin de sa vie. Jacoba Klever meurt le 17 juillet 1969. Un an après, Frits Lugt meurt à son tour, le 15 juillet 1970.

## Principales publications
- Wandelingen met Rembrandt in en om Amsterdam (P.N. van Kampen & Zoon, 1915)
- Le Portrait-miniature illustré par la collection de S.M. la reine des Pays-Bas (P.N. van Kampen & Zoon, 1917)
- Het Redderen van den Nationalen Kunstboedel (P.N. van Kampen & Zoon, 1918)
- Les Marques de collections de dessins et d’estampes (Vereenigde Drukkerijen, 1921)
- Dessins des écoles du Nord de la collection Dutuit au Musée des Beaux Arts de la ville de Paris (Petit Palais, 1927)
- Inventaire général des dessins des écoles du Nord, Musée du Louvre : École hollandaise, sous la direction de Louis Demonts (Editions Albert Morancé ; Musées nationaux, Palais du Louvre, 1929-1933)
- Bibliothèque nationale, Cabinet des estampes. Inventaire général des dessins des écoles du Nord, avec la collaboration de Jean Vallery-Radot (Editions des Bibliothèques nationales de France, 1936)
- Répertoire des Catalogues de ventes publiques intéressant l'art ou la curiosité. 1, Première période, vers 1600-1825 (Martinus Nijhoff, 1938)
- Musée du Louvre. Inventaire général des dessins des écoles du Nord. École flamande. Tome I : A-M , Tome II : N-Z et anonymes (Musées nationaux, Palais du Louvre, 1949)
- École Nationale Supérieure des Beaux-Arts. Inventaire général des dessins des Écoles du Nord. Tome I, École hollandaise (Henri Laurens Editeur, 1950)
- Répertoire des Catalogues de ventes publiques intéressant l'art ou la curiosité. 2 , Deuxième période, 1826-1860 (Martinus Nijhoff, 1953)
- Les Marques de collections de dessins & d'estampes. Supplément (Martinus Nijhoff, 1956)
- Répertoire des catalogues de ventes publiques intéressant l'art ou la curiosité. 3, Troisième période, 1861-1900 (Martinus Nijhoff, 1964)
- Musée du Louvre. Inventaire général des dessins des écoles du Nord. Maîtres des anciens Pays-Bas nés avant 1550 (Musée du Louvre, 1968)